# کوه اونیل
کوه اونیل (به انگلیسی: Mount O'Neel) یک کوه در ایالات متحده آمریکا است که در Valdez–Cordova Census Area واقع شده‌است. کوه اونیل ۱٬۹۵۴٫۱ متر بالاتر از سطح دریا واقع شده‌است.